# ジョシュ・マジャ
ジョシュ・マジャ（Joshua Erowoli Orisunmihare Oluwaseun Maja, 1998年12月27日 - ）は、ナイジェリアのプロサッカー選手。元ナイジェリア代表。ウェスト・ブロムウィッチ・アルビオンFC所属。ポジションはフォワード。

## 経歴

### 幼少期
ナイジェリア人の両親のもとロンドンのルイシャム区に生まれ、ピムリコで育った。クリスタル・パレス、フラム、マンチェスター・シティの下部組織に所属し、2015年3月、奨学金を2年間受け取ることで合意し、サンダーランドの下部組織に移った。

### クラブ
2016年5月、サンダーランドのトップチームと初のプロ契約を交わした。9月21日、EFLカップ3回戦のクイーンズ・パーク・レンジャーズ戦に68分からヨエル・アソロとの交代で途中出場し、プロデビュー。このシーズン、これが唯一の公式戦出場となったが、リーグ戦では3試合でベンチ入りしていた。
2017年12月16日、EFLチャンピオンシップ第22節のフラム戦でジェームズ・ヴォーンとの交代で途中出場しリーグ戦デビューを果たすと、5分後にはプロ初ゴールを挙げ、1-0での勝利に貢献。監督のクリス・コールマンは「ジョシュにはとても感心している。彼はその個性で私たちのチームに違いをもたらしてくれる」とマジャを称えた。チャンピオンシップに降格して迎えたシーズン、リーグ戦17試合に出場したが、フラム戦の1ゴールのみに終わり、クラブもEFLリーグ1に降格することとなった。
降格（によって主力選手が移籍したこと）はマジャ個人にとってはプラスに働き、スターティングメンバーに定着すると、2018-19シーズン開幕から4試合連続でゴールを挙げ、EFLリーグ1月間最優秀選手にノミネートされた。このシーズン限りで契約満了となるため、サンダーランドから契約延長のオファーがあるも合意に至っておらず、複数のクラブが関心を寄せていると報じられていた。マジャの移籍についてはNetflixのドキュメンタリー番組『サンダーランドこそ我が人生』の一部でも伝えられた。リーグ戦24試合で15ゴールを挙げていたマジャは、結局、冬の移籍市場でクラブを去ることとなった。
2019年1月26日、フランスのジロンダン・ボルドーに4年半の契約で移籍。2月17日、ライヴァルクラブであるトゥールーズ戦に先発出場し、リーグ・アンデビュー。4月20日のニーム戦でボルドーでの初ゴールを挙げたが、この試合で膝を負傷し、シーズンの残りの試合の欠場を余儀なくされた。2020年12月3日、またもニーム戦で今度はプロ初のハットトリックを達成。さらにアシストも記録し、6-0での大勝に貢献した。
2021年2月1日、かつて下部組織に所属し、プレミアリーグ残留争いの最中にあるフラムにシーズン終了までの期限つきで移籍し、イングランドに戻ることとなった。2月14日、エヴァートン戦で初先発し、2ゴールを挙げ勝利の立役者となった。
2021-22シーズン、ボルドーに復帰したが、1月31日、再び期限つきで移籍でEFLチャンピオンシップのストーク・シティでプレイすることとなった。2月5日、FAカップのウィガン・アスレティック戦で初出場。ストークでは17試合に出場し、2得点。14位でリーグ戦を終えた。
2023年8月1日、ウェスト・ブロムウィッチ・アルビオンに3年契約で移籍した。

### 代表
2019年8月、ナイジェリア代表の監督を務めていたゲルノト・ロールは「マジャにはナイジェリア代表を選択してほしい」と述べ、召集の意向を示した。9月10日、ウクライナとの親善試合で後半アディショナルタイムに途中出場し、ナイジェリア代表デビュー。

## 個人成績

### クラブ
| 国内大会個人成績 | 国内大会個人成績     | 国内大会個人成績 | 国内大会個人成績   | 国内大会個人成績 | 国内大会個人成績 | 国内大会個人成績 | 国内大会個人成績 | 国内大会個人成績 | 国内大会個人成績 | 国内大会個人成績 | 国内大会個人成績 |
| 年度             | クラブ               | 背番号           | リーグ             | リーグ戦         | リーグ戦         | リーグ杯         | リーグ杯         | オープン杯       | オープン杯       | 期間通算         | 期間通算         |
| 年度             | クラブ               | 背番号           | リーグ             | 出場             | 得点             | 出場             | 得点             | 出場             | 得点             | 出場             | 得点             |
| イングランド     | イングランド         | イングランド     | イングランド       | リーグ戦         | リーグ戦         | FLカップ         | FLカップ         | FAカップ         | FAカップ         | 期間通算         | 期間通算         |
| ---------------- | -------------------- | ---------------- | ------------------ | ---------------- | ---------------- | ---------------- | ---------------- | ---------------- | ---------------- | ---------------- | ---------------- |
| 2016-17          | サンダーランド       | 35               | プレミアリーグ     | 0                | 0                | 1                | 0                | 0                | 0                | 1                | 0                |
| 2017-18          | サンダーランド       | 20               | チャンピオンシップ | 17               | 1                | 0                | 0                | 1                | 0                | 18               | 1                |
| 2018-19          | サンダーランド       | 20               | リーグ1            | 24               | 15               | 1                | 0                | 3                | 0                | 28               | 15               |
| フランス         | フランス             | フランス         | フランス           | リーグ戦         | リーグ戦         | F・リーグ杯      | F・リーグ杯      | フランス杯       | フランス杯       | 期間通算         | 期間通算         |
| 2018-19          | ジロンダン・ボルドー | 27               | リーグ・アン       | 7                | 1                | -                | -                | -                | -                | 7                | 1                |
| 2019-20          | ジロンダン・ボルドー | 9                | リーグ・アン       | 21               | 6                | 1                | 1                | 2                | 1                | 24               | 8                |
| 2020-21          | ジロンダン・ボルドー | 9                | リーグ・アン       | 17               | 2                | -                | -                | 0                | 0                | 17               | 2                |
| イングランド     | イングランド         | イングランド     | イングランド       | リーグ戦         | リーグ戦         | FLカップ         | FLカップ         | FAカップ         | FAカップ         | 期間通算         | 期間通算         |
| 2020-21          | フラム               | 27               | プレミアリーグ     | 15               | 3                | -                | -                | -                | -                | 15               | 3                |
| フランス         | フランス             | フランス         | フランス           | リーグ戦         | リーグ戦         | F・リーグ杯      | F・リーグ杯      | フランス杯       | フランス杯       | 期間通算         | 期間通算         |
| 2021-22          | ジロンダン・ボルドー | 9                | リーグ・アン       | 2                | 0                | -                | -                | 2                | 1                | 4                | 1                |
| イングランド     | イングランド         | イングランド     | イングランド       | リーグ戦         | リーグ戦         | FLカップ         | FLカップ         | FAカップ         | FAカップ         | 期間通算         | 期間通算         |
| 2021-22          | ストーク・シティ     | 33               | チャンピオンシップ | 15               | 1                | 0                | 0                | 2                | 1                | 17               | 2                |
| フランス         | フランス             | フランス         | フランス           | リーグ戦         | リーグ戦         | F・リーグ杯      | F・リーグ杯      | フランス杯       | フランス杯       | 期間通算         | 期間通算         |
| 2022-23          | ジロンダン・ボルドー | 11               | リーグ・ドゥ       | 37               | 16               | -                | -                | 3                | 1                | 40               | 17               |
| イングランド     | イングランド         | イングランド     | イングランド       | リーグ戦         | リーグ戦         | FLカップ         | FLカップ         | FAカップ         | FAカップ         | 期間通算         | 期間通算         |
| 2023-24          | WBA                  | 9                | チャンピオンシップ |                  |                  |                  |                  |                  |                  |                  |                  |
| 通算             | イングランド         | イングランド     | プレミアリーグ     | 15               | 3                | 1                | 0                | 0                | 0                | 16               | 3                |
| 通算             | イングランド         | イングランド     | チャンピオンシップ | 32               | 2                | 0                | 0                | 3                | 1                | 35               | 3                |
| 通算             | イングランド         | イングランド     | リーグ1            | 24               | 15               | 1                | 0                | 3                | 0                | 28               | 15               |
| 通算             | フランス             | フランス         | リーグ・アン       | 47               | 9                | 1                | 1                | 4                | 2                | 52               | 12               |
| 通算             | フランス             | フランス         | リーグ・ドゥ       | 37               | 16               | -                | -                | 3                | 1                | 40               | 17               |
| 総通算           | 総通算               | 総通算           | 総通算             | 155              | 45               | 3                | 1                | 13               | 4                | 171              | 50               |

### 代表
| ナイジェリア代表 | 国際Aマッチ | 国際Aマッチ |
| 年               | 出場        | 得点        |
| ---------------- | ----------- | ----------- |
| 2019             | 1           | 0           |
| 通算             | 1           | 0           |